# Acasta-gnejskomplekset
Acasta-gnejskomplekset er en bjergartsvolumen, der er blottet på jordskorpen. Klippen ligger i Canada og er den ældste klippe, som rager op over jordskorpen.

## Ekstern henvisning
- Yuichiro Ueno research hjemmeside, se afsnit 3. (engelsk)

65°10′00″N 115°34′55″V / 65.1666°N 115.582°V